# Kościół św. Wawrzyńca w Rapocinie
Kościół pw. św. Wawrzyńca w Rapocinie – nieużytkowana obecnie świątynia, wzniesiona w stylu gotyckim, na przełomie XIV i XV wieku. Dawny kościół parafialny. Należy do parafii pw. św. Wawrzyńca w Rapocinie, dekanatu Głogów – NMP Królowej Polski, diecezji zielonogórsko-gorzowskiej, metropolii szczecińsko-kamieńskiej, zlokalizowany w Rapocinie, w gminie Głogów, w powiecie głogowskim, w województwie dolnośląskim.

## Historia
Po raz pierwszy kościół wzmiankowany był w 1297 roku (jako Rapozin), wraz z proboszczem Gottfridusem. Od 1307 r., aż do sekularyzacji (w 1810) Rapocin należał głogowskich klarysek. Kościół św. Wawrzyńca w Rapocinie był kościołem dla parafii liczącej w 1929 roku 1464 katolików (Rapocin liczył 222 katolików i 36 protestantów). Parafia obejmowała wówczas: Rapocin, Biechów, Bogumile, Grodziec Mały, Moszowice, Zabiele, Sobczyce i Ceber. W 1945 roku kościół spłonął. Odbudowany 1967–1968 służył parafianom do 1988. W wyniku skażenia środowiska przez Hutę Głogów od 1985 r. wieś wysiedlano.

## Architektura
Kościół św. Wawrzyńca jest budowlą jednonawową, z wieżą od zachodu i prostokątnym prezbiterium. Od północy przylega do korpusu zakrystia (z 1896 roku), od południa kaplica i kruchta. Prezbiterium i zakrystia kryte kolebką, nawa – stropem. W murach zachowane gotyckie okna, częściowo zaślepione cegłami, portale oraz blendy zdobiące od wnętrza ścian nawy, od zewnątrz – szczyty prezbiterium. W kościele znajdowały się ołtarze i ambona wykonane w 1901 roku przez głogowskiego rzeźbiarza Jäkela, organy firmy Schlag i synowie oraz dzwon z 1498 roku.
Cmentarz przykościelny otacza mur z XVI w., od pd-wsch. przylega do niego Kaplica Góry Oliwnej (z II poł. XVIII w.). Na stropie częściowo zachowane barokowe polichromie.

## Galeria

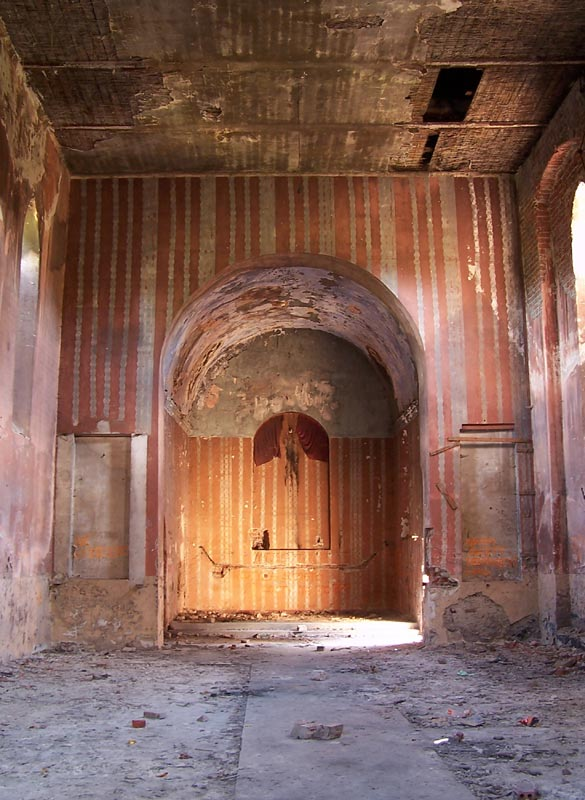
Wnętrze – nawa i prezbiterium
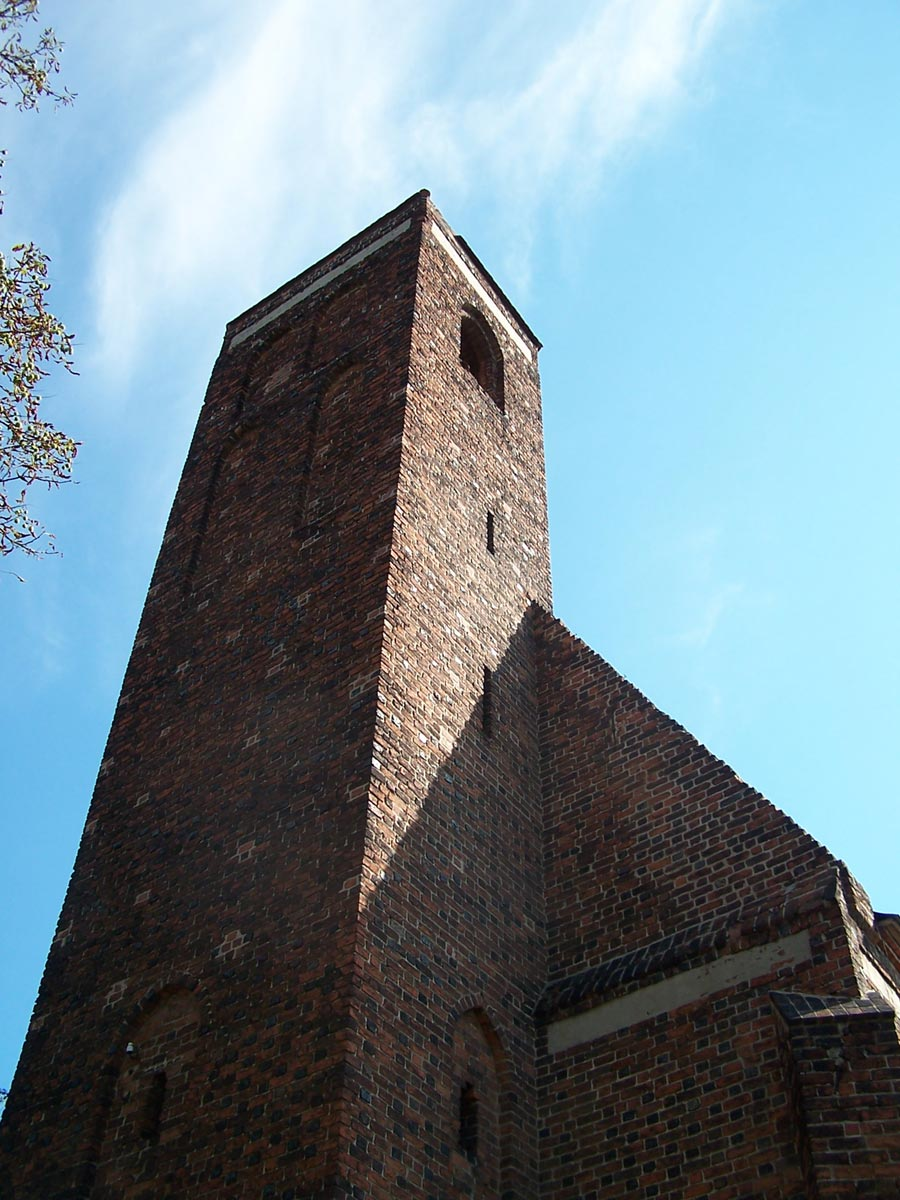
Wieża kościoła
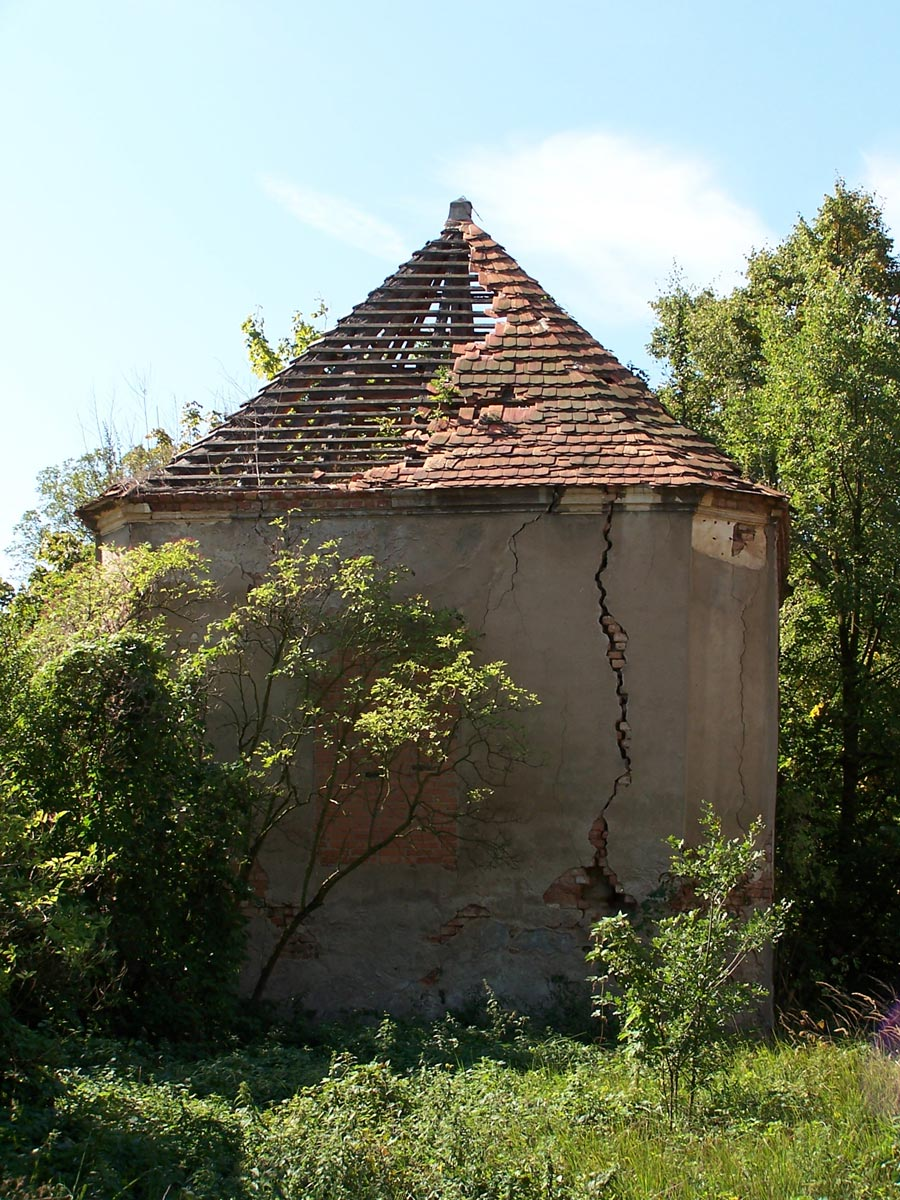
Kaplica Góry Oliwnej od północy